# Atollidae
Atollidae ou Collaspididae é uma família de medusas da ordem Coronatae.

## Géneros
- Atolla Haeckel, 1880